# 낸시 자일스

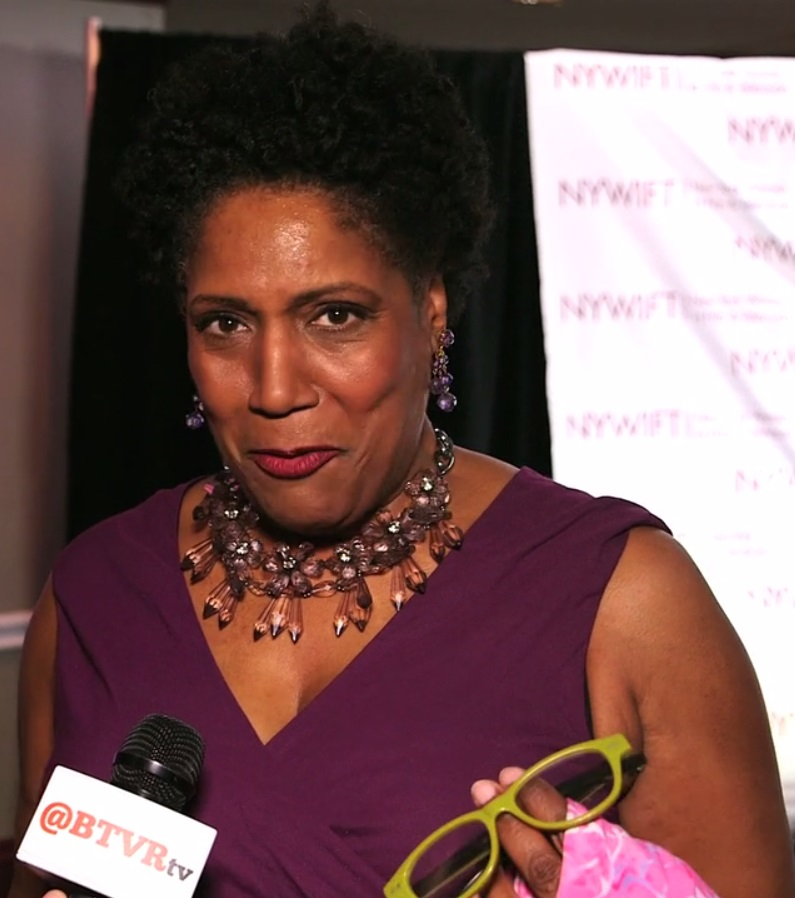

낸시 자일스(Nancy Giles, 1960년 7월 17일 ~ )는 미국의 배우, 텔레비전 배우, 영화배우이다.
뉴욕에서 태어났다.

## 영화
- 캐리스 피스 (2010년)
- 조슈아 (2007년)
- 잠깐만 (2006년)
- 러버보이 (2005년)
- 트루 크라임 (1999년)
- 트러블 커플 (1996년)
- 뉴욕 스토리 (1989년)
- 미스터 X (1988년)
- 워킹 걸 (1988년)